# Antonio Zapata y Cisneros
Antonio Zapata y Cisneros, född 8 oktober 1550 i Madrid, död 27 april 1635 i Madrid, var en spansk kardinal och ärkebiskop. Han var ärkebiskop av Burgos från 1600 till 1604 samt storinkvisitor av Spanien från 1627 till 1632.

## Biografi
Antonio Zapata y Cisneros var son till greve Francisco Zapata de Cisneros och María Clara de Mendoza. Han studerade vid Salamancas universitet, där han år 1579 blev licentiat i kanonisk rätt. Han prästvigdes och blev kanik vid Toledos katedral och tillika inkvisitor.
I augusti 1587 utnämndes Zapata y Cisneros till biskop av Cádiz och biskopsvigdes i november samma år av kardinal Gaspar de Quiroga y Vela i Madrid. År 1596 installerades han som biskop av Pamplona och år 1600 blev han ärkebiskop av Burgos.
I juni 1604 upphöjde påve Clemens VIII Zapata y Cisneros till kardinalpräst och han erhöll året därpå San Matteo in Merulana som titelkyrka. Kardinal Zapata y Cisneros kom att delta i två konklaver: maj 1605 samt 1621. 
Kardinal Zapata y Cisneros avled i Madrid 1635 och är begravd i de oskodda franciskanernas kloster i Barajas.

## Bilder

Kardinal Antonio Zapata y Cisneros titelkyrkor
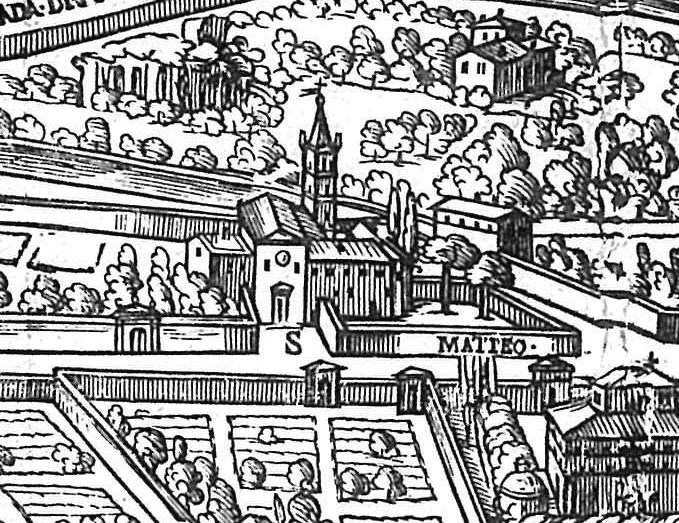
San Matteo in Merulana.
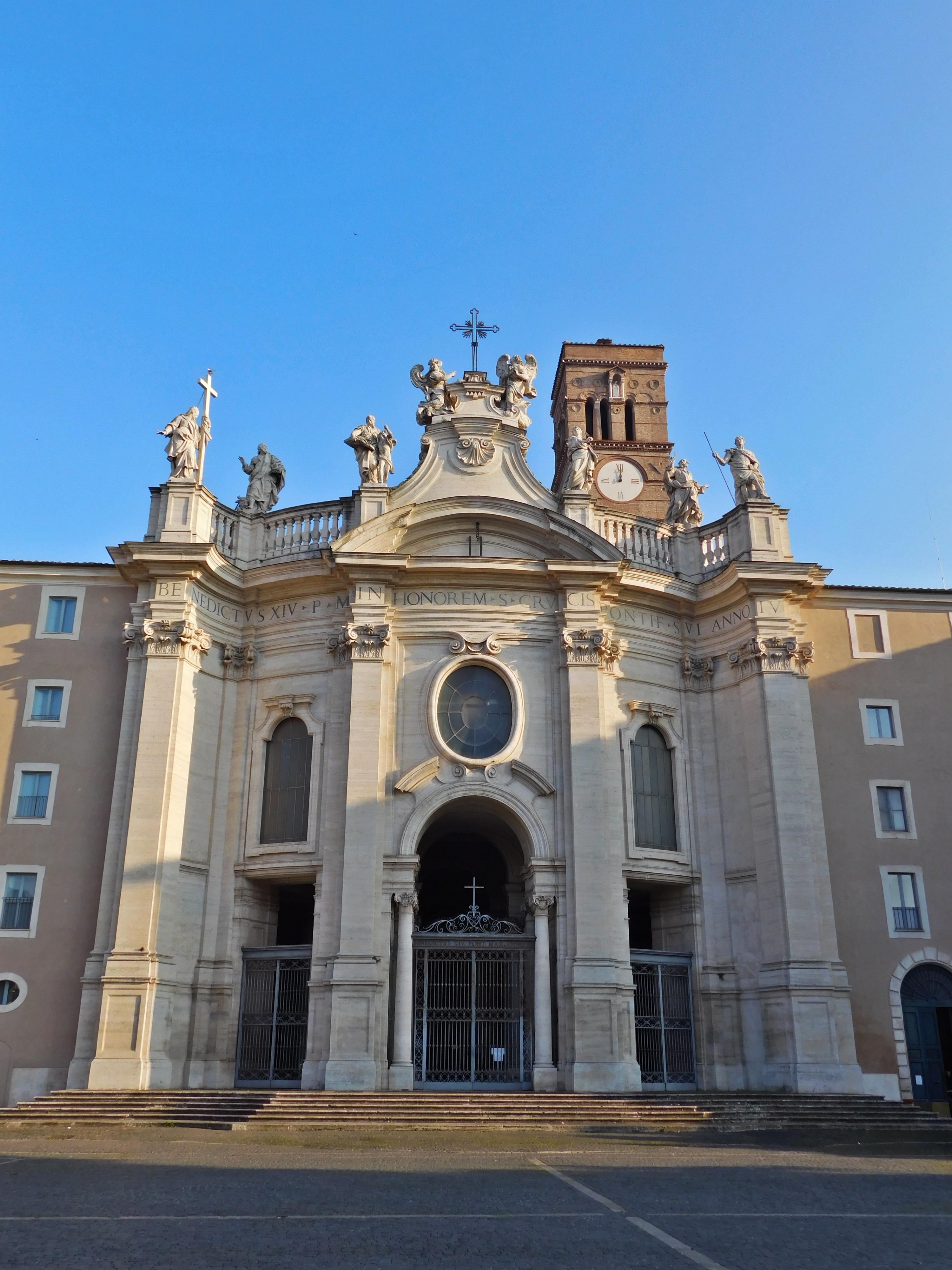
Santa Croce in Gerusalemme.
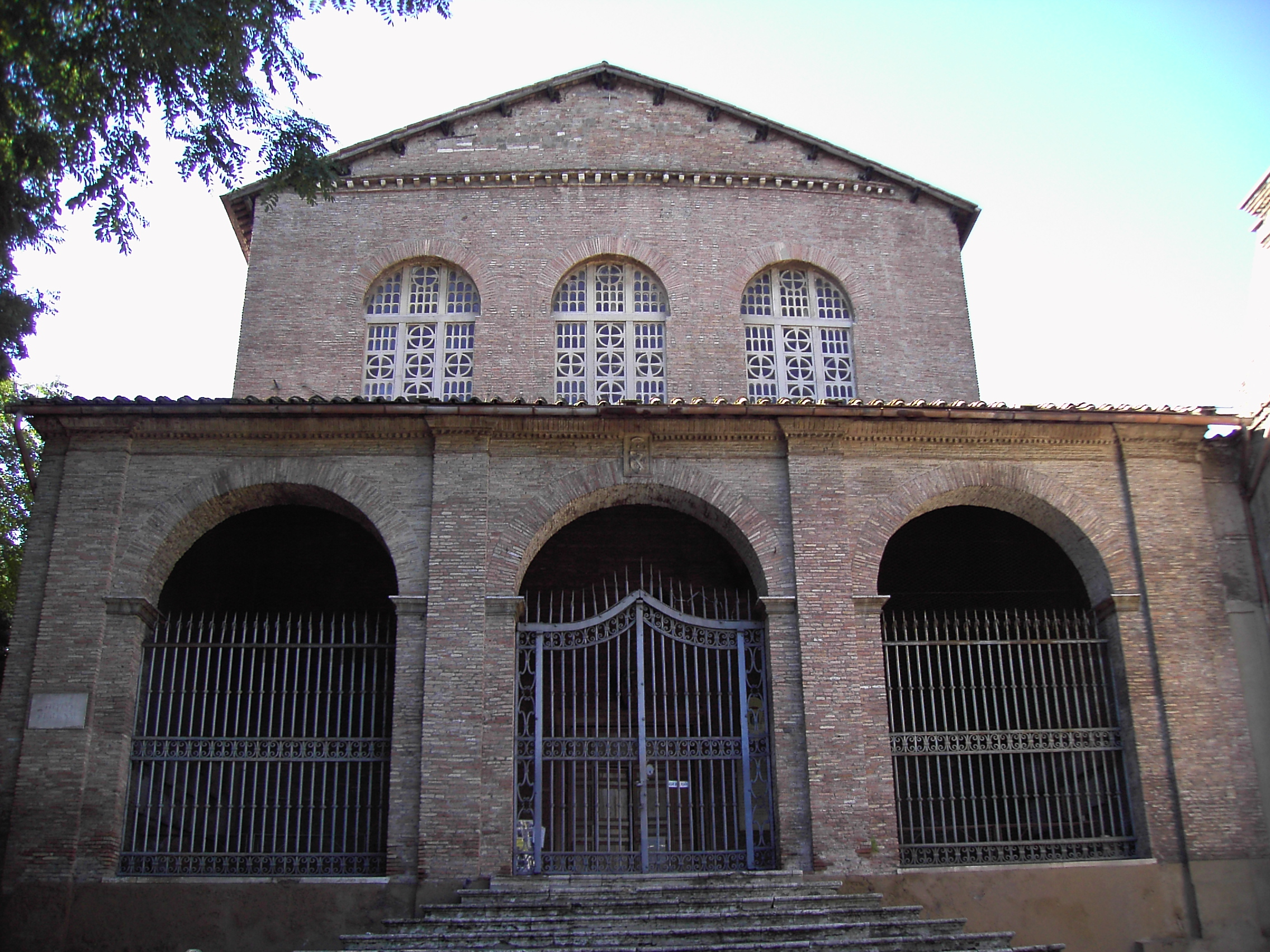
Santa Balbina.